# 로버트 풀턴

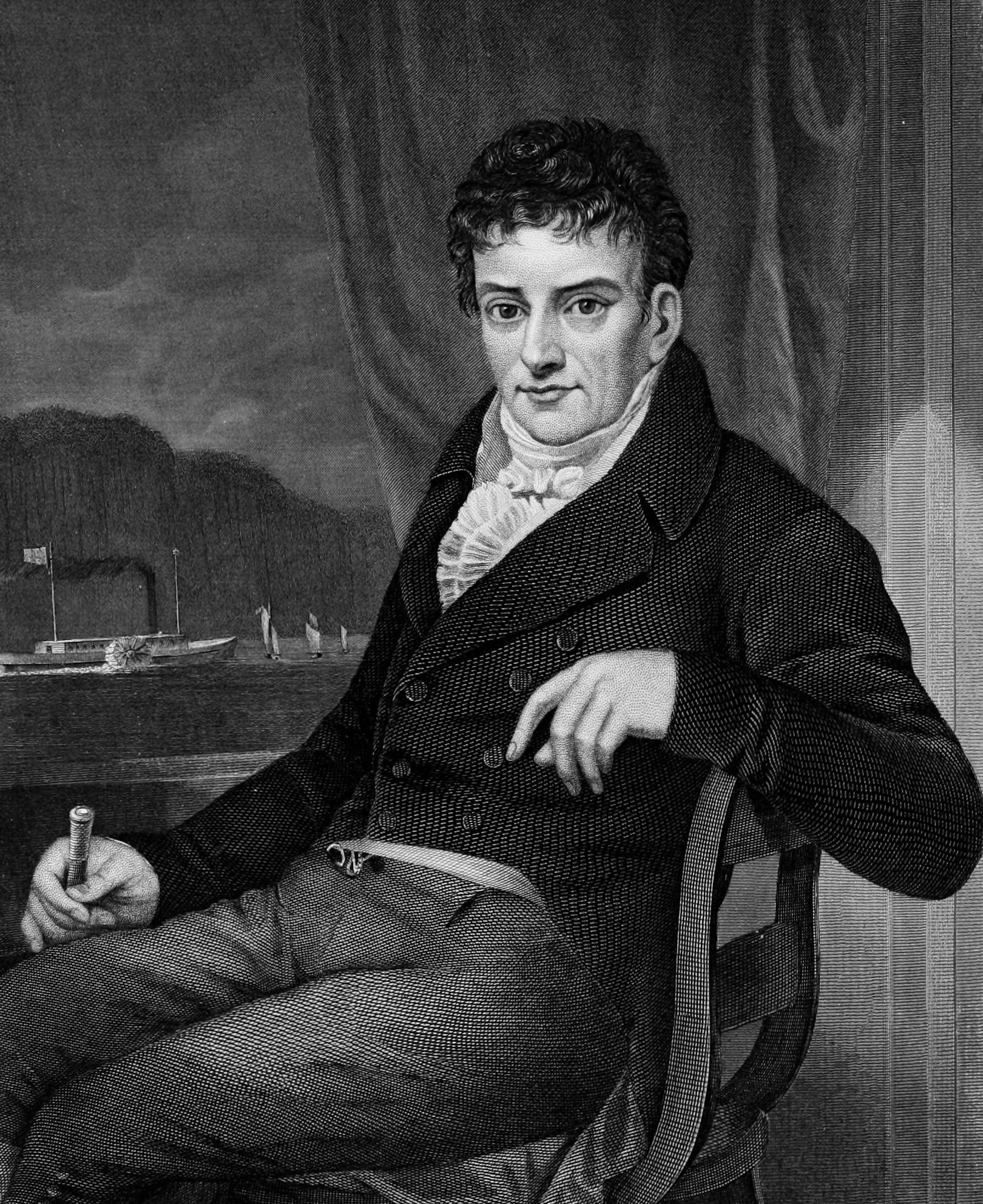
로버트 풀턴

로버트 풀턴(Robert Fulton, 1765년 11월 14일 ~ 1815년 2월 25일)은 미국의 공학자이자 발명가로, 상업적으로 성공한 첫 증기선을 개발했다고 알려져 있다. 그는 새로운 종류의 증기 군함도 설계했다. 1800년 나폴레옹의 명령을 받아 역사상 최초의 실용적 잠수함인 노틸러스를 설계했다.

## 생애
로버트 풀턴은 처음에는 화가로서 출발했다. 영국에 머무르는 동안 방적기와 증기 기관을 보고 기계 발명에 관심을 가졌다.

## 발명품
1797년 이래 파리에서 증기선 제작에 손을 댔으며, 1803년, 파리 센강에서 시험한 결과 성공을 거두어, 당시 신대륙이던 미국에서 풀턴의 증기선은 교통 기관의 발전을 이루었다.
증기선 외에 아래와 같은 발명품이 있다.
- 대리석 자르는 톱
- 운하 파는 기계
- 아마포 짜는 직기